# 平安 (希伯来语)

希伯來語的「平安」。

平安（羅馬化：Shalom；犹太-罗曼语支／以色列希伯來語： Shalom；阿什肯納茲希伯來語／意第绪语：Sholem、 Shoilem、 Shulem）是猶太人日常常用的祝福語，較為正式的場合則用全句「Shalom aleikhem」（願平安與你常在，shālôm ʻalêḵem，sholem aleykhem），而回答是「aleikhem shalom」願你與平安常在。和英語的「Peace be with you」相似，祝福人與人之間的平安，神與人之間的平安，或國與國之間的平安。和阿拉伯語的色蘭（Salaam），馬耳他語的「sliem」，叙利亚文的「Shlomo」等等的祝福語同出一源，亦皆常簡寫作S-L-M。